# Charles W. Gates

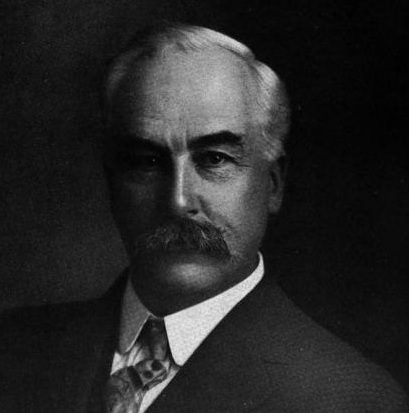
Charles W. Gates

Charles Winslow Gates (* 12. Januar 1856 in Franklin, Franklin County, Vermont; † 1. Juli 1927 ebenda) war ein US-amerikanischer Politiker und von 1915 bis 1917 Gouverneur des Bundesstaates Vermont.

## Frühe Jahre und politischer Aufstieg
Charles Gates besuchte die öffentlichen Schulen seiner Heimat und die St. Johnsbury Academy. Danach war er sowohl als Farmer als auch im Schuldienst als Lehrer tätig. Er wurde Präsident der Franklin County Fair Association und einer der Direktoren der Enosburg Falls Savings Bank. Im Jahr 1895 gründete er die Franklin Telephone Company.
Gates wurde Mitglied der Republikanischen Partei. Zwischen 1899 und 1900 war er Abgeordneter im Repräsentantenhaus von Vermont und von 1901 bis 1902 gehörte er dem Staatssenat an. Danach war er von 1904 bis 1914 Mitglied des Straßenbauausschusses (Highway Commission). Im Jahr 1914 galt er in seiner Partei als ein geeigneter Kandidat für das Amt des Gouverneurs, um die bei der Präsidentschaftswahl von 1912 aufgerissenen Gräben innerhalb der Partei zu überwinden. Damals hatten sich die Republikaner zwischen den Anhängern der Ex-Präsidenten Theodore Roosevelt und William Howard Taft in zwei Lager gespalten und damit dem Demokraten Woodrow Wilson den Wahlsieg ermöglicht.

## Gouverneur von Vermont
Nach seinem Wahlsieg trat Charles Gates sein neues Amt am 7. Januar 1915 an. In seiner zweijährigen Amtszeit als Gouverneur wurde das Vorwahlprinzip in Vermont auch auf die Kongresswahlen ausgedehnt. Auch das Bildungssystem des Staates wurde verbessert. Die Ausfallversicherung für Arbeitnehmer wurde neu geregelt. Gates lehnte eine erneute Kandidatur ab und schied daher am 4. Januar 1917 aus seinem Amt aus.

## Weiterer Lebenslauf
Bereits zuvor hatte er sich bei den Kongresswahlen des Jahres 1916 erfolglos um einen Sitz im US-Senat beworben. Dabei war er bereits bei der Vorausscheidung innerhalb seiner Partei gescheitert. Nach dem Ende seiner Gouverneurszeit zog er sich aus der Politik zurück. Er verbrachte seinen Lebensabend in seinem Heimatort Franklin, wo er sich seinen privaten Geschäften widmete. Dort ist er im Juli 1927 auch verstorben. Gouverneur Gates war mit Mary E. Hayden verheiratet, mit der er fünf Kinder hatte.